# Адем Кастрати
Адем Кастрати (на албански: Adem Kastrati; на македонска литературна норма: Адем Кастрати) е виден югославски художник.

## Биография
Роден е на 15 януари 1933 година в косовското албанско село Горно Карачево, тогава в Кралство Югославия. Завършва Педагогическата академия в Скопие. Член е на Дружетвото на художниците на Косово, а от 1968 година и на Дружеството на художниците на Македония.
Кастрати има характерен рустикален наивистичен изказ.
Умира на 24 септември 2000 година в Скопие.